# Tune box the summer 1986
『Tune box the summer 1986』（チューン・ボックス ザ・サマー - ）は、安部恭弘の7枚目のオリジナル・アルバム。1986年7月2日に東芝EMIから発売された（LP:ETP-90412）。

## 解説
CDは1986年7月23日に発売(CA32-1267)、1996年3月27日に廉価盤で再発売(TOCT-9415)。2013年7月10日にタワーレコード限定で再発売(QIAG-70080)、2019年3月27日にユニバーサルミュージックからSHM-CD盤・紙ジャケット仕様で発売された(UPCY-9898)。

## 収録曲
作詞･作曲:安部恭弘（特記以外）編曲:井上鑑（特記以外）安部恭弘（1.6）清水信之（4.5.8）
（レコードでは1～5曲がA面、6～10曲がB面。）
1. TUNE BOX （2:10）
2. テネシー・ワルツ（4:16） 
作詞:売野雅勇
9thシングル
フジテレビ系ドラマ「木曜ドラマストリート」主題歌
3. いい人に逢えるさ（5:01）
作詞:神沢礼江
4. ナイト･フィッシュ（5:54） 
作詞:田口俊
5. 一瞬の夏（3:35）
作詞:森浩美・安部恭弘
6. tune box（1:02）
7. 時の水底（5:13）
作詞:さがらよしあき
8. 彼女にドライなマティーニを（4:49）
作詞:康珍化
9. 空蝉のステア（5:19）
作詞:高柳恋
10. SHŌ-NEN（4:45）
作詞:高柳恋
10thシングル、ロッテ「ビッグコーン」CMソング[1]